# Gefallen (Thomas Mann)
Gefallen ist die erste größere Erzählung Thomas Manns aus dem Jahre 1894.

## Inhalt
Bei einem Herrenabend im Atelier des Malers Meysenberg schwadroniert der „blutjunge, blonde, idealistische“ Nationalökonom Laube über die Berechtigung der Frauen-Emanzipation und empört sich insbesondere darüber, dass bei unehelichen Kontakten der Mann als „schneidig“, als „verfluchter Kerl“ gelte, während man die Frau als „von der Gesellschaft Ausgestoßene, Verfemte“ betrachte, eben als „gefallen“. Der älteste der Runde, der 30-jährige Doktor Selten, erzählt darauf eine Geschichte:
Mit 19, 20 Jahren ist der – anonyme – „Held“ der Erzählung, ein „vollendeter guter Kerl“, der „noch kein Weib berührt“ hat, aus seiner norddeutschen Heimat in die süddeutsche Universitätsstadt P. gekommen, um dort Medizin zu studieren. Sehr bald verliebt er sich in die allgemein als tugendhaft geltende Schauspielerin Irma Weltner, eine „kindlich zarte Gestalt“ mit „frommen, lustigen, grau-blauen Augen“ und „unbeschreiblichen Händen mit zartblauem Geäder“. Zunächst verehrt er sie geraume Zeit aus der Ferne, abends „vom Parkett-Platz im Goethe-Theater“ aus, nachts in schlaflos-sehnsüchtigen Gedanken.
Auf den Ratschlag seines überlegen-zynischen Freundes Rölling schickt er ihr einen rührend-naiven Brief nebst einem Bouquet. Nachdem er keine Antwort erhalten hat, sucht er sie schließlich eines fliederumwogten Maimorgens persönlich auf. Irma Weltner empfängt den unbekannten „Helden“ und begegnet ihm mit Freundlichkeit, wobei freilich „in ihrem Lachen stets eine kleine Theaternote“ mitschwingt.
In der Folge entspinnt sich ein lockeres Verhältnis, Irma gestattet dem Protagonisten mehrere Besuche. Er nimmt dabei eine „Position zu ihren Füßen“ ein, gehorcht „jeder ihrer Launen“, es zeigt sich „das ganze äußere gesellschaftliche Übergewicht der Frau von zwanzig Jahren über den Mann gleichen Alters“. Gleichwohl ist „die Welt (um ihn her) versunken, und unter lauter rosa Wölkchen und Rokoko-Amoretten, welche geigen“, schwebt er „durch die Wochen“. Seinen Emotionen verleiht er in dem kitschigen Gedicht „Wenn rings der Abendschein verglomm“ Ausdruck, aber auch in zahlreichen exaltierten Briefen nach Hause. Während man sich in der Stadt den Mund über die Liaison zerreißt, schilt Rölling seinen Freund einen Pantoffelhelden.
Nachdem er Irma bereits einmal „verweint“ vorgefunden hat, trifft der noch immer namenlose Held eines Tages bei einem Überraschungsbesuch auf einen „alten, würdigen Herrn mit schneeweißem Zwickelbart“. Auf seine verlegene Vorstellung poltert ihn der Alte unwirsch an. Die Beteuerung des Anwesenheitsrechts des jungen Mannes lässt er nicht gelten, bezeichnet seinen Kontrahenten als „total überflüssig“, als „dummen Jungen“. Irma hält sich aus dem Geschehen verlegen heraus, worauf der Protagonist den „unglücklichen Greis“ geradezu aus ihrer Wohnung wirft.
Dass es sich um keinen Verwandten seiner Angebeteten gehandelt hat, wird ihm endgültig klar, als er auf dem Nachttisch ein Bündel Banknoten entdeckt; „etwas Abscheuliches“ langt daraufhin „mit knochigen, grauen Fingern in ihm empor“ und ergreift ihn „inwendig im Halse“. Angesichts der Verzweiflung ihres Verehrers ringt sich Irma mühsam zu der Erklärung durch, sie sei ja beim Theater, wo das alle täten. „Die Heilige“ habe sie satt, das ginge bei ihnen nicht, das müssten sie den reichen Leuten überlassen. Von draußen dringt indes weiterhin der Fliederduft herein.
Dieser hat nicht nur über Dr. Seltens ganzer Erzählung gelegen, sondern entströmt nach deren Ende auch einer Vase in Meysenbergs Künstleratelier. Laube sieht sich in seiner Apologie der Emanzipation durch die Geschichte keineswegs widerlegt. Selten resümiert daraufhin: „Wenn eine Frau heute aus Liebe fällt, fällt sie morgen um Geld“ und offenbart, dass es sich bei dem bislang unbekannt gebliebenen Protagonisten um ihn selbst gehandelt hat – eine Episode aus seiner „wüschten“ Jugend.

## Interpretation

### Zum Titel
Der lapidare Titel Gefallen ist doppeldeutig. Vordergründig geht es um den "Fall", den eine Frau bei unehelichen Beziehungen erleidet, sei es aus Liebe oder für Geld. Aber auch Dr. Selten ist durch sein bitteres Jugenderlebnis "gefallen", nämlich aus der anfänglichen Sphäre des Idealismus auf die Ebene einer realistischeren Weltsicht. Der unvoreingenommene Leser kann das Wort allerdings auch zunächst als Substantiv deuten, und tatsächlich muss Selten ja erst Gefallen an Irma finden, ehe er sie zur Gefallenen machen und selbst aus seinen Illusionen fallen kann. Der Leser kann hier eine ähnliche (Ent-)täuschung erleben wie der junge, unerfahrene Selten.

### Figurennamen
Die Namen der Hauptpersonen sind wohl nicht zufällig gewählt: Der junge Selten ist anfangs scheu, zaghaft und bescheiden wie "selten" ein junger Mann; sein draufgängerischerer Freund Rölling muss ihn erst darauf aufmerksam machen, dass er Irma auch aus größerer Nähe verehren und gar praktische Erfolge mit seinen Aufmerksamkeiten erreichen kann. Auch der Name Laube deutet eher auf versponnene Weltflucht hin.
Irma Weltner indes – der Vorname ist vom althochdeutschen "irmin", was ebenfalls "Welt" bedeutet, abgeleitet – hat schon von Berufs wegen mit der Welt zu tun. Aber nicht nur, dass sie im Theater auf den Brettern steht, die die Welt bedeuten, sie führt den jungen Mann auch zu der Erkenntnis, wie die – gesellschaftliche – Welt ihrer Zeit nun einmal beschaffen ist, und zu seinem bitteren Fazit.

### Autobiographisches
Dr. Selten trägt unverkennbar einige Merkmale seines Autors Thomas Mann. Auch dieser war von Norddeutschland (Lübeck) in eine „süddeutsche Universitätsstadt“ (München) gezogen, hatte dort in Bohème-Kreisen verkehrt, hatte zwar Vorlesungen gehört und Gedichte gemacht, aber „noch kein Weib berührt“. Auch Seltens Schüchternheit gilt als ein Charakterzug Thomas Manns, insbesondere in seinen Jugendjahren, wie sie auch bei vielen seiner Figuren, wie etwa Detlev Spinell aus Tristan, zu finden ist.

### Zeitgeschichtliches
Die Herrenrunde in Meysenbergs Atelier trägt Züge der Schwabinger Bohème, zu der Mann in seinen frühen Münchner Jahren in Kontakt trat. Bezeichnend erscheint neben den Gesprächsthemen und Speisen in dieser Hinsicht auch die detailreich geschilderte Ausstattung des Ateliers mit den exotischen Kunstgegenständen aller Epochen und Kulturräume.
Als Vorbild für die Figur des idealistischen jungen Studenten Laube soll Heinrich Laube (1806–1884) gedient haben, ein liberaler Schriftsteller und Burschenschafter.
Das Thema Frauen-Emanzipation gewann zu dieser Zeit erheblich an Bedeutung. Eine bedeutende Vorkämpferin war die Großmutter von Thomas Manns späterer Frau Katia, Hedwig Dohm. Bezeichnenderweise sind die von Laube angeprangerten Verhältnisse heute größtenteils längst verschwunden: uneheliche Beziehungen gelten in weiten Kreisen der Bevölkerung als nichts Ehrenrühriges – für keinen der Beteiligten.

### Weltanschauungen
In Gefallen kontrastiert Mann in exemplarischer Weise zwei gegensätzliche Weltanschauungen: Der Idealismus wird von dem jungen und wenig lebenserfahrenen Laube repräsentiert. Der etwas ältere Dr. Selten vertritt mit Blick auf das berichtete Schlüsselerlebnis eine Art von Nihilismus, wie er in den von Mann damals viel gelesenen Werken Arthur Schopenhauers anzutreffen ist. Eine „Entscheidung“ freilich fällt nicht, beide Herren behalten vor dem Hintergrund ihrer individuellen Lebenserfahrungen Recht.

### Fliedermotiv
Ein zentrales Motiv der Erzählung ist der Flieder. Ein Fliederbusch wächst vor Irma Weltners Haus, Fliederduft liegt über Seltens Besuchen wie ein fortwährendes Leitmotiv und begleitet am Ende sogar die Rückkehr von der Binnenerzählung zur Rahmenhandlung. Allgemein gilt Flieder als „romantische“ Pflanze, als Pflanze der Frischverliebten. Dementsprechend beginnt Seltens Romanze mit Irma im Mai, zur Zeit der Hochblüte der Fliederbüsche. Auf einer abstrakteren Ebene steht die Pflanze für Seltens bisweilen ein wenig naiven Idealismus.

## Werkgeschichte
Ende März 1894 war Mann nach München gezogen, im April hatte er eine unbezahlte Volontärsstelle bei einer Feuerversicherung angenommen, die er im August wieder aufgab. Während dieser Tätigkeit entstand Gefallen, sein erstes größeres Werk, dessen Konzeption bis in Manns Lübecker Gymnasialjahre zurückreicht. Geschrieben hat er es teilweise während der Arbeitszeit, heimlich am Stehpult.
Im Oktober wurde Gefallen in der Zeitschrift Die Gesellschaft veröffentlicht. Die Erzählung war beim Publikum ein Erfolg und öffnete dem 19-jährigen die Türen zu Münchner Literatenkreisen. Lob kam insbesondere vom einflussreichen Literaten Richard Dehmel, der von "seelenvoller Prosa" sprach und den Autor nicht nur zur Herausgabe eines Novellenbandes ermutigte, sondern auch um Beiträge für die von ihm betreute Zeitschrift Pan bat.
Später wurde Thomas Manns Erstlingswerk – insbesondere angesichts zahlreicher an der Schwelle zum Trivialen stehender Passagen – kritischer beurteilt. Zu verweisen ist etwa auf das kitschige Gedicht „Wenn rings der Abendschein verglomm“. Wenngleich es dem jungen Selten in den Mund gelegt wird, soll es durchaus das Niveau der heute kaum mehr erhaltenen Frühlyrik Thomas Manns widerspiegeln. Die Kritik wurde vom Autor übrigens durchaus geteilt: In den Betrachtungen eines Unpolitischen bezeichnet Thomas Mann die Erzählung als „Früchtchen, das einem den Mund zusammenzieht vor Unreife“. Nicht zuletzt deswegen gilt sie heute als aufschlussreiches Dokument der literarischen Entwicklung eines Schriftstellers von Weltrang.

## Ausgaben
- Thomas Mann: Sämtliche Erzählungen. Band 1. Fischer-Taschenbuch-Verlag, Frankfurt 1987, ISBN 3-10-348115-2